# État légal
L'État légal est un concept juridique.
Il désigne un État qui applique la primauté de la loi.

## Description
Il est aussi appelé « État légicentrique ». Dans la philosophie juridique, État de droit et État légal sont habituellement synonymes pour désigner un régime qui se prémunit contre l'arbitraire.
Dans sa Contribution à la théorie générale de l'État (1920), Raymond Carré de Malberg distingue trois types d'États : l'État de police, l'État légal et l'État de droit. Si le premier « agit discrétionnairement, et applique aux citoyens les mesures qu'il juge utiles », et si le troisième, en revanche, subordonne la puissance publique (et donc la loi) à l'ordre juridique, l'État légal se caractérise fondamentalement comme soumis au principe de légalité et à la primauté de la loi. Marie-Joëlle Redor interprète elle cette notion d'État légal comme un « État du règne de la loi ».
Pour Daniel Mockle, il n'est « dépassé » en France qu'en 1974, au moment de l'« apparition de conditions permettant le fonctionnement effectif du Conseil constitutionnel », créé par la Constitution du 4 octobre 1958. Le sens d'État de droit a ainsi évolué pour désigner un État qui respecte et applique les droits fondamentaux, à l'encontre du droit positif si nécessaire ; tandis que « État légal » reste attaché au concept historique d'un fonctionnement conforme aux règles juridiquement établies, indépendamment de tout jugement de valeur sur leur contenu.
Le Canada suit une évolution similaire dans le même temps, qui arrive à son terme en 1982, lorsqu'est adoptée la Charte canadienne des droits et libertés. Toujours selon Mockle, le Royaume-Uni, dont le modèle juridique « n'aura été que l'exacerbation du phénomène de l'État légal », y est en revanche rétif.